# Piratencode

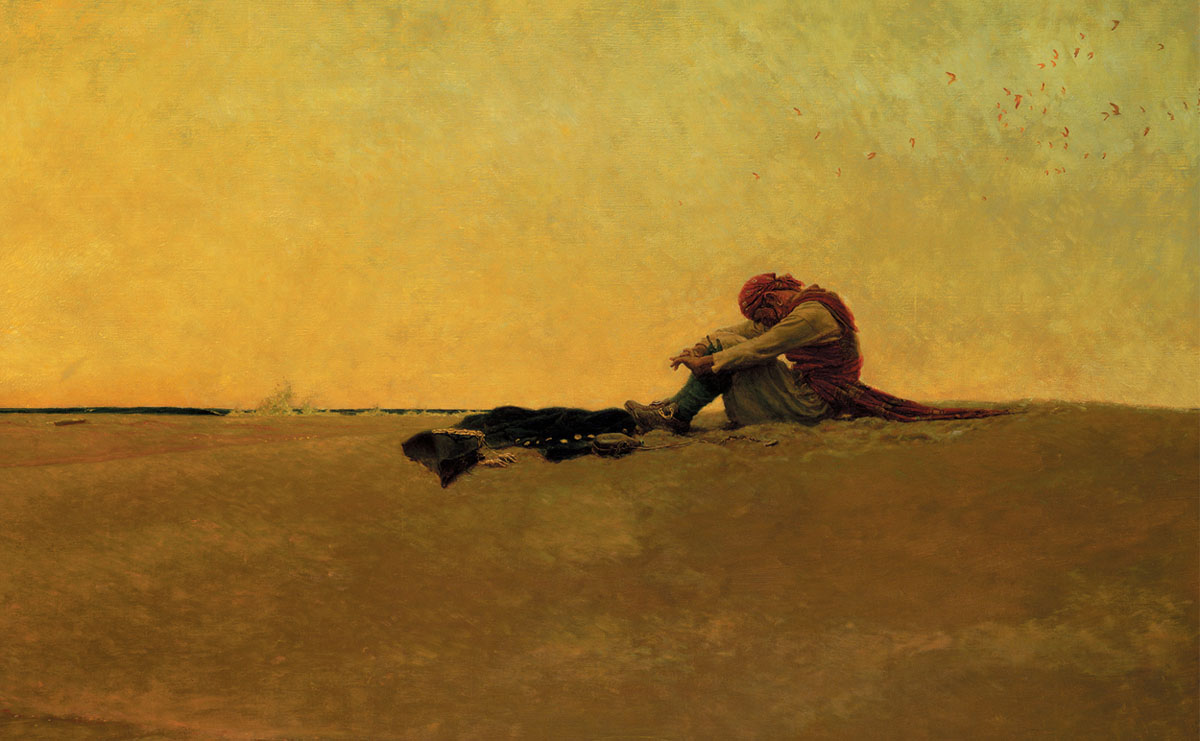
Een op een onbewoond eiland achtergelaten piraat. Dat was een van de gangbare straffen bij ernstige overtredingen van de piratencode

De piratencode was een gedragscode waar piraten zich aan dienden te houden, ten bate van de onderlinge samenwerking en de veiligheid van het schip.

## Werking en oorsprong
Vroeger verschilden deze regels van kapitein tot kapitein en zelfs van reis tot reis. Aan het begin van een reis werd elk bemanningslid gevraagd om een handtekening of eigen markering te zetten onder de piratencode, waarna er een eed gezworen moest worden van trouw en eer. Deze eed werd gezworen op de Bijbel, maar soms ook andere voorwerpen zoals bijlen, gekruiste pistolen, zwaarden, een mensenschedel of naast een kanon. Na deze eed behoorden de bemanningsleden officieel tot de bemanning. De piratencode kreeg daarna een prominente plaats zodat het voor iedereen goed zichtbaar was. 
Het is niet vast te stellen hoeveel kapiteins en bemanningen gebruik maakten van een piratencode. Niettemin wijst wetenschappelijk onderzoek erop dat dit in het overgrote deel van de gevallen gebeurde. De oorsprong van de piratencode moet waarschijnlijk gezocht worden in vergelijkbare reglementen aan boord van schepen die ter kaapvaart gingen.

## Bestuur op een piratenschip
Uit de verschillende behouden codes rijst een beeld op van de verhoudingen op een piratenschip. Dat wijkt sterk af van de verhoudingen in de rest van de maatschappij van die tijd. “Piraten gebruikten sociale mechanismes die kunnen worden samengevat als libertair, democratisch, federaal, egalitair, solidair en gemeenschappelijk bezit. Men zou kunnen zeggen dat deze 'drijvende commonwealths' voorbeelden waren van pre-verlichting radicalisme.” Ze waren ook veel minder bewust van nationale, religieuze en raciale verschillen dan toen gebruikelijk was.
De kapitein werd verkozen door de hele bemanning en kon door een meerderheidsstemming weer vervangen worden. Laffe of te gewelddadige kapiteins werden al snel weer van hun functie ontheven. Een goede kapitein moest een capabele en betrouwbare zeeman zijn. Ook moest hij een doortastende en besluitvaardige leider zijn, omdat het zijn taak was beslissingen te nemen over het uitkiezen en te pakken krijgen van doelwitten, de tactiek in de strijd, maar ook het ontkomen aan vervolging door de autoriteiten. Op die momenten was er geen tijd voor overleg, stemmen en het bijleggen van verschillen van mening.
De belangrijkste artikelen gaan over het verdelen van de buit. Piraten kregen geen vast inkomen, maar alle buitgemaakte lading en schepen werden verdeeld onder de bemanning. Hierbij kregen kapitein en officieren een groter aandeel dan de gewone matrozen, maar die verschillen waren veel kleiner dan op een koopvaardij- of marineschip. De kapitein kreeg typisch anderhalf tot twee delen, een matroos één deel. Een deel van de buit ging in een algemeen fonds, om te kunnen zorgen voor zwaargewonden die in de strijd hun zicht of ledematen kwijtraakten. Dit gebruik vergrootte de loyaliteit onder de bemanning, omdat ze wisten dat er in geval van een ongeval voor ze gezorgd zou worden.
Naast de verdeling van de buit bevatten de artikelen voornamelijk verboden van activiteiten die voor conflict tussen bemanningsleden zouden kunnen zorgen (excessief drinken, gokken, stelen en vrouwen of kinderen aan boord brengen), straffen voor verschillende vergrijpen en regels over veiligheid (niet roken bij het kruit).

## Behouden codes
Bij een dreigende overmeestering of overgave werd de code meest snel verbrand of in zee geworpen, om te voorkomen dat de code als bewijs kon worden gebruikt in een rechtszaak. Daarom zijn er weinig piratencodes overgeleverd, maar ze bestaan wel. Er zijn negen min of meer complete codes bewaard gebleven, voornamelijk uit het in 1724 uitgegeven boek A General History of the Robberies and Murders of the most notorious Pyrates en uit de archieven van rechtbanken. De Fransman Alexandre Exquemelin schreef in 1678 het boek De Americaensche Zee-Roovers, gebaseerd op zijn ervaringen als chirurgijn aan boord van piratenschepen. Dat werk bevat onder meer een groot deel van de piratencode die Henry Morgan moet hebben gehanteerd.

### De code van Bartholomew Roberts
Een van de piratencodes die volledig behouden zijn gebleven, is die van Bartholomew Roberts. De artikelen luiden, samengevat en vrij vertaald, als volgt: 
I. Iedere man heeft een stem in de gang van zaken en heeft gelijke rechten op de provisie en de sterkedrank die buitgemaakt is, en mag het tot zijn plezier nuttigen, tenzij schaarste tot zuinigheid noopt.
II. Iedere man zal op zijn beurt van de lijst geroepen worden om te delen in de buit, want bovenop hun aandeel mogen ze van kleding wisselen, maar als ze het gezelschap voor maar een dollar bezwendelen zullen ze op een onbewoond eiland worden achtergelaten. Steelt een man van een ander bemanningslid, dan wordt hij in neus en oor gesneden en van boord gezet, niet op een onbewoonde plaats, maar wel daar waar hem ellende te wachten staat.
III. Geen man mag kaarten of dobbelen om geld
IV. Om acht uur des avonds gaan de lichten en kaarsen uit, mochten mannen na dat uur nog willen drinken, dan doen zij dat aan dek.
V. Uitrusting, pistool en entersabel moeten schoon en gevechtsklaar worden gehouden.
VI. Geen jongeman of vrouw wordt toegelaten tot de bemanning. Als een man een vrouw verleidt en haar vermomd mee aan boord neemt, wordt hij ter dood gebracht.
VII. Wie het schip of zijn plichten verzaakt in de strijd wordt ter dood gebracht of op een onbewoond eiland achtergelaten.
VIII. Het is aan boord verboden elkaar te lijf te gaan. Ruzies worden aan land beslecht, met zwaard of pistool.
IX. Het is verboden te spreken over opgeven van het piratenleven totdat elke man 1000 pond heeft verdiend. Elke man die voor dat moment ledematen verliest of kreupel raakt, heeft recht op 800 pond uit de gezamenlijke middelen en voor mindere verminkingen evenredig.
X. De kapitein en de eerste stuurman hebben elk recht op twee delen van een buit, de tweede stuurman, de bootsman en de kanonnier anderhalf deel en alle andere officieren één en een kwart deel.
XI. De muzikanten krijgen rust op de dag van sabbat, maar de zes andere dagen en nachten genieten zij geen speciale rechten.